# Jimmy Ruffell
James Ruffell (Doncaster, Inglaterra, 8 de agosto de 1900 - 6 de septiembre de 1989) fue un futbolista inglés que jugó para el West Ham en los años 1920 y 1930.

## Clubes
| Club            | País       | Año       |
| --------------- | ---------- | --------- |
| West Ham United | Inglaterra | 1921-1937 |
| Aldershot       | Inglaterra | 1937-1938 |

- Datos: Q1051762